# Akunnaap Nunaa
Akunnaap Nunaa er en ø på vestkysten af Grønland. 
Den ligger ved den sydlige munding af Diskobugten, 23 km nordøst for Aasiaat i Qeqertalik Kommune. Øen er ca. 11 km² stor. På den østlige spids af øen ligger byen Akunnaaq. 

## Links
- Kort over området (Webside ikke længere tilgængelig)

68°44′17.93″N 52°23′42.09″V / 68.7383139°N 52.3950250°V